# Nyctemera antipodea
Nyctemera antipodea là một loài bướm đêm thuộc phân họ Arctiinae, họ Erebidae.